# Вилхелм Лудвиг фон Кирхберг
Вилхелм Лудвиг фон Кирхберг (на немски: Wilhelm Ludwig von Kirchberg; * 30 март 1709 в Хахенбург; † 18 февруари 1751 в Хахенбург) е бургграф на Кирхберг, граф на Сайн-Хахенбург-Фарнрода.
Той е най-големият син на бургграф Георг Фридрих фон Кирхберг (1683 – 1749) и съпругата му графиня София Амалия фон Насау-Саарбрюкен-Отвайлер (1688 – 1753), дъщеря на граф Фридрих Лудвиг фон Насау-Отвайлер (1651 – 1728) и графиня Кристиана фон Алефелд (1659 – 1695).

## Фамилия
Вилхелм Лудвиг фон Кирхбер се жени на 19 юни 1744 г. в Даун за Луиза фон Салм-Даун (* 27 февруари 1721; † 23 декември 1791), дъщеря на вилд- и Рейнграф Карл фон Салм-Даун (1675 – 1733) и леля му Луиза фон Насау-Саарбрюкен-Отвайлер (1686 – 1773). Те имат два сина:
- Карл Фридрих (* 28 май 1746; † умира млад)
- Вилхелм Георг (* 23 април 1751; † 7 февруари 1777), бургграф на Кирхберг, граф на Сайн-Хахенбург-Фарнрода, женен на 1 юни 1771 г. в ОберГрайц за принцеса Изабела Августа Ройс-Грайц (* 7 август 1752; † 10 октомври 1824), дъщеря на княз Хайнрих XI Ройс-Грайц, и има дъщеря:
  - Луиза Изабела (* 29 април 1772; † 6 януари 1827), омъжена на 31 юли 1788 г. в Хахенбург за княз Фридрих Вилхелм фон Насау-Вайлбург (1768 – 1816)